# Eldfell
Eldfell es un cono volcánico compuesto de unos 200 m de altura que se encuentra en la isla de Heimaey, Islandia. Se formó en una erupción volcánica que se inició sin previo aviso en las afueras de la ciudad de Heimaey el 23 de enero de 1973. Su nombre significa Montaña de Fuego en el idioma islandés.
La erupción causó una gran crisis en la isla y casi provocó su evacuación permanente. La ceniza volcánica cayó sobre la mayor parte de la isla, destruyendo alrededor de 400 casas, y un flujo de lava amenazaba con cerrar el puerto, principal fuente de ingresos de la isla a través de su flota pesquera. Se organizó una operación para bombear agua del mar que enfriase el flujo de lava. Esta operación fue un éxito que salvó el puerto pesquero.
Después de la erupción, los isleños utilizaron el calor de los flujos de lava que se enfriaban lentamente para proporcionar agua caliente y generar electricidad. También usaron parte de la tefra caída para ampliar la pista del pequeño aeropuerto de la isla y como material de construcción para 200 casas nuevas.